# Momentum (organisatie)
Momentum is een sociaaldemocratische vernieuwingsbeweging in het Verenigd Koninkrijk, die zich ten doel stelt de Labour Party te democratiseren en ondersteunen bij verkiezingen. De beweging werd opgericht in 2015 door Jon Lansman en andere Labouractivisten die kort tevoren actief waren geweest in Jeremy Corbyns campagne om het partijleiderschap. Het ledental is naar eigen zeggen 35.000 (peildatum februari 2018).
Sinds 2016 kent Momentum betalende leden. In 2017 werd eveneens het lidmaatschap van Labour verplicht gesteld voor Momentumleden; al eerder was het lidmaatschap van andere partijen verboden. De organisatie heeft geen formele banden met de Labourpartij, maar zegt deze wel na te streven.